# Veronica Ferres
Veronica Ferres (rođena kao Veronica Maria Cäcilia Ferres; Solingen, 10. lipnja 1965.) njemačka je filmska glumica. Široj je publici postala poznatijom 1996. po glavnoj ulozi u kino-filmu Superžena (njem. Das Superweib) njemačkoga redatelja i filmskoga producenta Sönkea Wortmanna. Za ulogu Nelly Mann u televizijskoj produkciji Heinricha Breloera Mannovi – Roman stoljeća (njem. Die Manns – Ein Jahrhundertroman) nagrađena je 2001. nagradom Grimme (njem. Grimme-Preis, do 2010. Adolf-Grimme-Preis). 

## Životopis

### Mrežna mjesta
- Veronica Ferres – službene mrežne stranice (engl.) (njem.)